# فاکتور تعیین‌کننده بیضه
فاکتور تعیین‌کننده بیضه (انگلیسی: Testis determining factor) یا عامل تعیین‌کننده بیضه یا پروتئین ناحیه تعیین جنسیت کروموزوم Y(SRY) یک پروتئین است که از روی ژن SRY نسخه برداری می‌شود.
ژن SRY، ژن تعیین جنسیت بر روی کروموزوم Y است. این ژن بدون اینترون، نوعی فاکتور رونویسی را کد می‌کند که عضوی از خانواده ژنی SOX9 (SRY-like box) از پروتئین‌های متصل شونده به DNA است.
پروتئین TDF یک فاکتور تعیین‌کننده بیضه (TDF) است و پروتئین SRY نیز نامیده می‌شود که باعث تعیین جنسیت به سمت جنس مذکر می‌گردد. جهش در این ژن منجر به ایجاد جنس مؤنث XY مبتلا به سندرم Swyer (XY gonadal dysgenesis) می‌گردد و جابجایی قسمتی از کروموزوم Y که شامل این ژن است و قرارگیری آن در کروموزوم Y باعث ایجاد سندرم مذکر XX می‌گردد. در دوران بارداری، سلول‌های اولیه غده جنسی که در ابتدای مسیر ادراری تناسلی قرار دارند توانایی این را دارند که هم سلولهای مذکر و هم سلول‌های مؤنث را ایجاد کنند.SRY با فعال نمودن فاکتورهای رونویسی مختص جنس مذکر تمایز بیضه را آغاز می‌نماید و تمایز بیضه باعث می‌شود که این سلول‌ها تمایز یافته و تکثیر شوند. SRY این عمل را با افزایش بیان SOX9 انجام می‌دهد که یک فاکتور رونویسی دارای ناحیه متصل شونده به DNA است که بسیار شبیه به ناحیه متصل شونده به DNA در SRY است. SOX9 نیز باعث افزایش رونویسی فاکتور رشد فیبروبلاست 9(FGF9) می‌شود که برای تمایز صحیح سلول سرتولی می‌گردد.

## تفکیک جنسیت
از وجود یا عدم وجود این عامل در برخی از دوره‌های بازیهای ورزشی (مانند المپیک ۱۹۹۶) به عنوان عامل تفکیک جنسیت مرد از زن در غربالگری استفاده شده‌است. با این حال این روش دارای نتایج مثبت کاذب بود.